# MSC-Beryl-Typ
Die Schiffe des MSC-Beryl-Typs zählen zu den ULCS-Containerschiffen.

## Geschichte
Die Baureihe wurde im August 2007 von der der Athener Reederei Niki Shipping in Auftrag gegeben und von Ende 2009 bis 2012 von der in Changwon, Südkorea, ansässigen Werft STX Offshore & Shipbuilding Company abgeliefert. Ursprünglich wurden neun Schiffe des Typs in Auftrag gegeben, gebaut wurden letztlich nur sieben Einheiten. Eingesetzt werden die Schiffe von der Mediterranean Shipping Company aus Genf.

## Technik

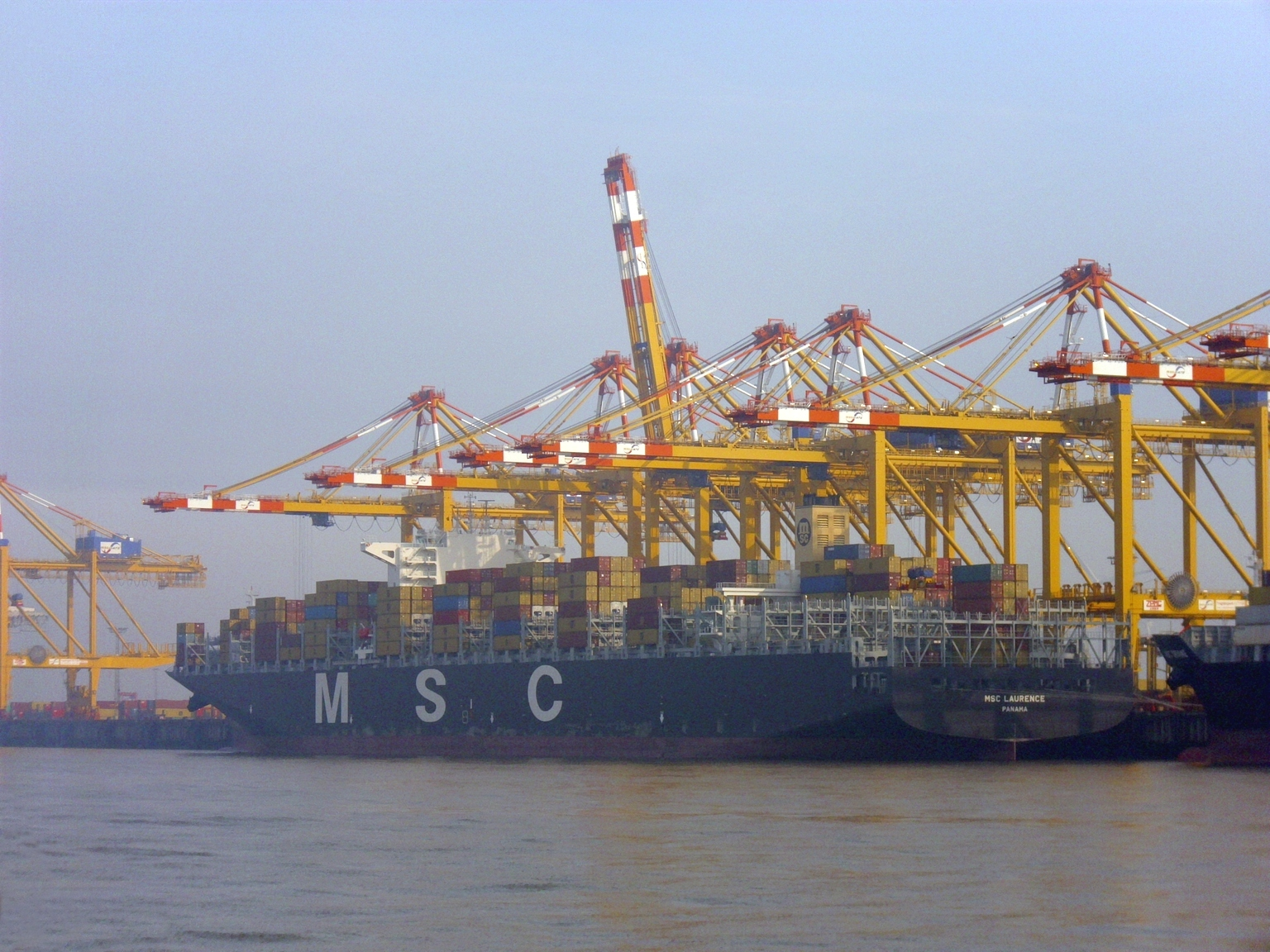
Heckansicht der MSC Lauren

Vordergründig ist zum einen die Größe der Doppelhüllenschiffe; Sie zählten beim Bau zu den größten Containerschiffen weltweit. Schiffbaulich auffallend sind eine Reihe von Innovationen und Details, insbesondere im Sinne des Umweltschutzes in der Seeschifffahrt. So ist das Deckshaus, anders als bei der Mehrzahl der herkömmlichen Containerschiffe, weit vorne angeordnet, was einen verbesserten Sichtstrahl und somit höhere vordere Decksbeladung ermöglicht. Unterhalb des Aufbaus sind unter anderem die Bunkertanks angeordnet, um neueste MARPOL-Vorschriften zu erfüllen. Herausstechend ist auch die leistungsfähige Antriebsanlage mit dem so weit wie möglich achtern angeordneten Zweitakt-Diesel-Hauptmotortyp MAN B&W 12K98MC-C. Im Bug sind zwei Querstrahlruder mit jeweils 2.000 kW Leistung angeordnet. 
Die Laderäume der Schiffe werden mit Pontonlukendeckeln verschlossen. Die Schiffe haben eine maximale Containerkapazität von 12.400 TEU, bei einem durchschnittlichen Containergewicht von vierzehn Tonnen verringert sich die Kapazität. Weiterhin sind 800 Anschlüsse für Integral-Kühlcontainer vorhanden.

## Die Schiffe
| Bauname           | Baunummer | IMO-Nummer | Fertigstellung     | Auftraggeber    | Umbenennungen und Verbleib |
| ----------------- | --------- | ---------- | ------------------ | --------------- | -------------------------- |
| MSC Beryl         | S-3011    | 9467392    | 30. September 2010 | Niki Shipping   | -                          |
| MSC Lauren        | S-3012    | 9467407    | 10. Januar 2011    | Niki Shipping   | -                          |
| MSC Laurence      | S-3015    | 9467419    | 4. Mai 2011        | Niki Shipping   | -                          |
| MSC Maria Saveria | S-3016    | 9467421    | 26. September 2011 | Niki Shipping   | -                          |
| MSC Flavia        | S-3018    | 9467433    | 13. Februar 2012   | Niki Shipping   | -                          |
| MSC Katrina       | S-3021    | 9467445    | 16. Mai 2012       | Niki Shipping   | -                          |
| MSC Katie         | S-3022    | 9467457    | 12. Nov. 2012      | Fredia Shipping | -                          |